# Yūto Suzuki
Yūto Suzuki (japanisch 鈴木 雄斗 Suzuki Yūto; * 7. Dezember 1993 in Yokohama) ist ein japanischer Fußballspieler.

## Karriere
Suzuki erlernte das Fußballspielen in den Jugendmannschaften von Ōita Trinita, Kashiwa Reysol und den Yokohama F. Marinos. Seinen ersten Vertrag unterschrieb er 2012 bei Mito HollyHock. Der Verein aus Mito spielte in der zweiten japanischen Liga, der J2 League. Für den Verein absolvierte er 87 Zweitligaspiele. 2016 wechselte er zum Ligakonkurrenten Montedio Yamagata. Für Yamagata stand er 52-mal auf dem Spielfeld. 2018 nahm ihn der Erstligist Kawasaki Frontale unter Vertrag. Mit dem Verein wurde er 2018 japanischer Meister. Im Juli 2019 wechselte er bis zum Saisonende Gamba Osaka. Die erste Mannschaft von Gamba spielte in der ersten Liga, die U23-Mannschaft spielte in der dritten Liga. Für Gamba machte er drei Erstligaspiele und ein Drittligaspiel. 2020 wechselte er ebenfalls auf Leihbasis zum Zweitligisten Matsumoto Yamaga FC. Nach Vertragsende bei Frontale unterschrieb er im Februar 2021 einen Vertrag beim Zweitligisten Júbilo Iwata. Ende 2021 feierte er mit Júbilo die Meisterschaft der zweiten Liga und den Aufstieg in die erste Liga. Nach nur einer Saison in der ersten Liga musste er am Ende der Saison 2022 als Tabellenletzter wieder den Weg in die zweite Liga antreten. 2023 gelang ihm mit dem Verein als Vizemeister der zweiten Liga der direkte Wiederaufstieg in die erste Liga. Nach drei Spielzeiten, in denen er 109 Ligaspiele bestritt, wechselte er im Januar 2024 zum Erstligisten Shonan Bellmare.

## Erfolge
Kawasaki Frontale
- Japanischer Meister: 2018

Júbilo Iwata
- Japanischer Zweitligameister: 2021
- Japanischer Zweitligavizemeister: 2023